# U-392
U-392 — средняя немецкая подводная лодка типа VIIC времён Второй мировой войны.

## История
Заказ на постройку субмарины был отдан 20 января 1941 года. Лодка была заложена 10 января 1942 года на верфи Ховальдсверке, Киль, под строительным номером 24, спущена на воду 10 апреля 1943 года, вошла в строй 29 мая 1943 года под командованием оберлейтенанта Хеннинга Шёманна.

### Флотилии
- 29 мая 1943 года — 30 ноября 1943 года — 5-я флотилия (учебная)
- 1 декабря 1943 года — 16 марта 1944 года — 1-я флотилия

### История службы
Лодка совершила 2 боевых похода, успехов не достигла. Потоплена 16 марта 1944 года в Гибралтарском проливе, в районе с координатами 35°55′ с. ш. 05°41′ з. д. глубинными бомбами с британского фрегата HMS Affleck, британского эсминца HMS Vanoc и трёх американских самолётов типа «Каталина». 52 погибших (весь экипаж).